# Власов, Семён Александрович
Семён Власов (17 июня 1993) — российский музыкант и аранжировщик.

## Биография
Родился 17 июня 1993 года в городе Макаров, в Сахалинской области. Прадед Семёна приехал на остров Сахалин в 1946 году после возвращения с Великой Отечественной войны. Отец Власов Александр Ильич работал тренером по лёгкой атлетике.

## Образование
- 2008—2012 гг. — Свердловское музыкальное училище им. П. И. Чайковского — отделение фортепиано
- 2012—2017 гг. — Уральская государственная консерватория им. Мусоргского. Специальность: фортепиано. (Класс профессора, заслуженной артистки РФ — Н. Я. Атлас)
- 2011 г. — Участие в мастер-классах Андрея Гаврилова (Свердловское музыкальное училище им. П. И. Чайковского)
- 2013 г. — Участие в мастер-классах Дмитрия Башкирова (Санкт-Петербургский дом музыки)
- 2013 г. — Участие в мастер-классах А. Сандлера (в рамках проекта «Река Талантов» Санкт-Петербургского дома музыки)
- 2014 г. — Участие в мастер-классах Михаила Аркадьева (Уральская государственная консерватория им. Мусоргского)
- 2015 г. — Участие в Мастер-классах Валентины Лисицы (Уральская государственная консерватория им. Мусоргского)

## Награды
- I премия на международном конкурсе им. Пьетро Ардженто в Италии (2009 г.)
- III премия на конкурсе им. Марии Юдиной (Санкт-Петербург, 2011 г.)
- II премия на конкурсе «Русский сезон» (г. Екатеринбург, 2012 г.)
- I премия на конкурсе им. С. Рахманинова (Италия, 2013 г.)
- I премия на международном конкурсе в г. Клингенталь (Германия, 2015 г.) в составе ансамбля «Fantango»

## Концертная деятельность
Начиная с периода учёбы в музыкальном училище, занимался активной концертной деятельностью в качестве солиста на площадках Екатеринбурга, Свердловской области, а также других городов России, среди которых: Челябинск, Санкт-Петербург, Томск, Омск, Тверь. Был первым на Урале исполнителем произведений композиторов Л. Лядовы и С. Сиротина. Также неоднократно выступал с различными оркестрами, среди которых:
- Симфонический оркестр музыкального училища им. П. И. Чайковского (дир. В. Петушков)
- Оркестр русских народных инструментов музыкального училища им. П. И. Чайковского (дир. А. Заинчуковский)
- Народный оркестр «Звезды Урала» (дир. Л. Шкарупа)
- Камерный оркестр «B-A-C-H» (дир. А. Доркин)
- Концертный симфонический оркестр Уральской государственной консерватории им. М. П. Мусоргского (дир. А. Шабуров)
- Уральский академический симфонический оркестр (дир. Энхе)
- Санкт-Петербургский государственный симфонический оркестр (дир. М. Федотов)

Концертная жизнь включает в себя не только исполнение классической музыки. Также является участником ансамбля «Fantango», в составе которого стал обладателем 1 премии на международном конкурсе в г. Клингенталь (Германия, 2015 г.). Творческая жизнь коллектива очень разнообразна и включает в себя не только концерты на площадках Екатеринбурга, но и гастроли по разным городам России.
Также занимается композицией и аранжировкой. Среди работ — авторские произведения, транскрипции для фортепиано, аранжировки для ансамбля.